# Йохана Елизабет фон Баден-Дурлах
Йохана Елизабет фон Баден-Дурлах (на немски: Johanna Elisabeth von Baden-Durlach; * 3 октомври 1680, замък Карлсбург, Дурлах; † 2 юли 1757, дворец Щетен) от фамилията Дом Баден, е принцеса от Баден-Дурлах и чрез женитба херцогиня на Вюртемберг (1697 – 1733).

## Живот
Дъщеря е на маркграф Фридрих VII Магнус фон Баден-Дурлах (1647 – 1709) и Августа Мария фон Шлезвиг-Холщайн-Готорп (1649 – 1728), дъщеря на херцог Фридрих III и Августа Мария фон Шлезвиг-Холщайн-Готорп.
Йохана Елизабет се омъжва на 16 май 1697 г. за херцог Еберхард Лудвиг фон Вюртемберг (* 19 септември 1676, † 31 октомври 1733). Нейният по-голям брат Карл III Вилхелм (1679 – 1738) се жени на 6 ноември 1673 г. за Магдалена Вилхелмина фон Вюртемберг, сестра на нейния съпруг.
След раждането на наследствения принц Фридрих Лудвиг през 1698 г. Йохана Елизабет и Еберхард Лудвиг живеят почти разделено. Еберхард Лудвиг се жени през 1707 г. за дългогодишната си метреса Вилхелмина фон Гревениц (1686 – 1744). По настояване на императора този морганатичен брак трябва да се прекрати и през 1718 г. те местят заедно резиденцията си от Щутгарт в новия дворец в Лудвигсбург. Йохана Елизабет остава в стария дворец в Щутгарт и отказва да се разведе.
Йохана Елизабет надживява съпруга си повече от 20 години. Тя се настанява във вдовишката си резиденция-дворец Кирххайм (1735 – 1757) и умира през 1757 г. в замък Щетен в Кернен-Ремстал. Погребана е в дворцовата църква в Лудвигсбург.

## Деца
Йохана Елизабет и Еберхард Лудвиг фон Вюртемберг имат един син:
- Фридрих Лудвиг (1698 – 1731); женен от 1716 г. в Берлин за Хенриета Мария фон Бранденбург-Шведт (1702 – 1782).